# جورج إي. وايت
جورج إي. وايت (بالإنجليزية: George E. White)‏ هو سياسي أمريكي، ولد في 7 مارس 1848 بميلبوري في الولايات المتحدة، وتوفي في 17 مايو 1935 في نفس البلد. حزبياً، نشط في الحزب الجمهوري. وقد انتخب عضو مجلس النواب الأمريكي.